# Megalyn Echikunwoke
Megalyn Ann Echikunwoke (Spokane, 28 de maio de 1983) é uma atriz norte-americana. Ela é conhecida por ter interpretado Nicole Palmer na primeira temporada da série 24 horas e Isabelle Tyler em The 4400.

## Biografia
É filha de um pai nigeriano e uma mãe indígena norte-americana. Depois da morte de seu pai, sua mãe a educou e aos seus três irmãos numa reserva indígena dos Navajos em Chinle, Arizona. Sua família incluem seu irmão, Miki, uma irmã, Misty, e um cunhado, Adrian.

## Carreira
Echikunwoke tem um papel de destaque na 3ª temporada de The 4400 como a Isabelle Tyler adulta. Ela também estrelou uma novela para a MTV, Spyer Games como Cherish Pardee, uma cantora de cafeteria.
Também já fez participações especiais em séries como The Steve Harvey Show, Boston Public, ER, What I Like About You, Buffy, Like Family, That 70's Show, House of Lies, Veronica Mars, e mais recentemente, em Supernatural. É conhecida também por interpretar a médica-legista de CSI Miami, Tara Price. Recentemente foi confirmado pela DC comics sua participação na série Arrow, da Warner, como a heroína Vixen das histórias em quadrinhos. A atriz era cotada para reprisar seu papel de Vixen na série DC's Legends of Tomorrow, mas recusou o papel, e a personagem foi substituída por Amaya Jiwe, avó de Mari McCabe (a Vixen interpretada por Megalyn), e com os mesmos poderes da personagem. Amaya será interpretada na segunda temporada de Legends of Tomorrow por Maisie Richardson-Sellers.